# Marcel Sabitzer
Marcel Sabitzer (Wels, 17 maart 1994) is een Oostenrijks voetballer die doorgaans als middenvelder speelt. Hij verruilde Bayern München in juli 2023 voor Borussia Dortmund. Sabitzer debuteerde in 2012 in het Oostenrijks voetbalelftal. Hij werd in 2017 uitgeroepen tot Oostenrijks voetballer van het jaar.

## Clubcarrière

### Admira Wacker
Sabitzer speelde in de jeugd voor Admira Villach, Grazer AK, Austria Wien en Admira Wacker. Hij maakte in 2010 zijn debuut in het betaald voetbal in het shirt van Admira Wacker. Hij speelde in totaal 45 wedstrijden voor die club, waarin hij tienmaal tot scoren kwam. 

### Rapid Wien
Admira Wacker accepteerde op 4 januari 2013 een bod van € 350.000 van Rapid Wien. Sabitzer tekende een contract tot juni 2016 bij de hoofdstedelingen. Hij maakte op 24 oktober 2013 tijdens een wedstrijd in de UEFA Europa League 2013/14 in de slotfase de gelijkmaker tegen KRC Genk. Dit was het laatste van zijn eerste twee doelpunten die hij dat jaar maakte in een Europees toernooi.

### Red Bull Salzburg
Sabitzer verruilde Rapid Wien in juli 2014 voor RB Leipzig. Dat verhuurde hem direct voor een jaar aan Red Bull Salzburg. Hiermee won hij in het seizoen 2014/15 zowel het landskampioenschap als het bekertoernooi. In de competitie maakte Sabitzer dat jaar 19 doelpunten in 33 wedstrijden; in zes bekerwedstrijden maakte hij zeven doelpunten en in de Europa League 2014/15 was hij eenmaal trefzeker. Hij eindigde als derde in de topscorerslijst van de Oostenrijkse competitie.

### RB Leipzig
Sabitzer sloot in de zomer van 2015 aan bij de selectie van RB Leipzig, op dat moment actief in de 2. Bundesliga. Hij debuteerde op 25 juli 2015 voor deze club, in een uitwedstrijd tegen FSV Frankfurt. Hij maakte het enige doelpunt van de wedstrijd. Sabitzer groeide dat seizoen onder Ralf Rangnick uit tot basisspeler en bleef dat in de ook in de jaren die volgden onder Ralph Hasenhüttl en Julian Nagelsmann. Sabitzer promoveerde in 2016 met Leipzig naar de Bundesliga. 
Na een tweede plaats in 2016/17, kwam hij in het seizoen 2017/18 voor het eerst in zijn carrière uit in het hoofdtoernooi van de UEFA Champions League, tegen Napoli, Zenit Sint-Petersburg en Olympique Marseille. Sabitzer kwam op 23 oktober 2019 voor het eerst tot scoren in de Champions League. Hij maakte toen de winnende 2–1 in een groepswedstrijd thuis tegen Sint-Petersburg. Hij schoot Leipzig op 10 maart 2020 voor het eerst in de clubgeschiedenis naar de kwartfinale van het toernooi. Hij maakte toen zowel 1–0 als 2–0 in een met 3–0 gewonnen achtste finale tegen Tottenham Hotspur.

### Bayern München
Sabitzer verruilde Leipzig in augustus 2021 voor Bayern München. Hiermee won hij dat seizoen zijn eerste landskampioenschap in Duitsland. Zijn rol in het team was alleen veel beperkter dan die al die tijd in Leipzig was. Van de 25 competitieronden dat hij meedeed, begon hij er 17 op de bank. Ook in de eerste zes maanden van 2022/23 was hij net zo vaak invaller als basisspeler. Bayern München verhuurde Sabitzer in januari 2023 voor een halfjaar aan Manchester United. Hiermee voegde hij de League Cup toe aan zijn prijzenkast. Na zijn terugkeer in Duitsland werd duidelijk dat zijn situatie bij Bayern niet was verbeterd. 

### Borussia Dortmund
Hij tekende in juli 2023 vervolgens bij Borussia Dortmund, de nummer twee van Duitsland in het voorgaande seizoen.

## Clubstatistieken
| Seizoen | Club                | Competitie     | Competitie | Competitie | Beker | Beker | Internationaal | Internationaal | Totaal | Totaal |
| Seizoen | Club                | Competitie     | Wed.       | Dlp.       | Wed.  | Dlp.  | Wed.           | Dlp.           | Wed.   | Dlp.   |
| ------- | ------------------- | -------------- | ---------- | ---------- | ----- | ----- | -------------- | -------------- | ------ | ------ |
| 2010/11 | Admira Wacker       | 2. Liga        | 8          | 2          | 0     | 0     | —              | —              | 8      | 2      |
| 2011/12 | Admira Wacker       | Bundesliga     | 20         | 5          | 1     | 0     | —              | —              | 21     | 5      |
| 2012/13 | Admira Wacker       | Bundesliga     | 17         | 3          | 2     | 0     | 4              | 0              | 23     | 3      |
| 2012/13 | Rapid Wien          | Bundesliga     | 16         | 3          | 1     | 0     | 0              | 0              | 17     | 3      |
| 2013/14 | Rapid Wien          | Bundesliga     | 29         | 7          | 1     | 0     | 10             | 2              | 40     | 9      |
| 2014/15 | → Red Bull Salzburg | Bundesliga     | 33         | 19         | 6     | 7     | 12             | 1              | 51     | 27     |
| 2015/16 | RB Leipzig          | 2. Bundesliga  | 32         | 8          | 2     | 0     | —              | —              | 34     | 8      |
| 2016/17 | RB Leipzig          | Bundesliga     | 32         | 8          | 1     | 1     | —              | —              | 33     | 9      |
| 2017/18 | RB Leipzig          | Bundesliga     | 22         | 3          | 2     | 2     | 10             | 0              | 34     | 5      |
| 2018/19 | RB Leipzig          | Bundesliga     | 30         | 4          | 5     | 0     | 8              | 1              | 43     | 5      |
| 2019/20 | RB Leipzig          | Bundesliga     | 32         | 9          | 3     | 3     | 9              | 4              | 44     | 16     |
| 2020/21 | RB Leipzig          | Bundesliga     | 27         | 8          | 5     | 1     | 7              | 0              | 39     | 9      |
| 2021/22 | RB Leipzig          | Bundesliga     | 2          | 0          | 0     | 0     | 0              | 0              | 2      | 0      |
| 2021/22 | Bayern München      | Bundesliga     | 25         | 1          | 0     | 0     | 5              | 0              | 30     | 1      |
| 2022/23 | Bayern München      | Bundesliga     | 15         | 1          | 2     | 0     | 6              | 0              | 23     | 1      |
| 2022/23 | → Manchester United | Premier League | 11         | 0          | 4     | 1     | 3              | 2              | 18     | 3      |
| 2023/24 | Borussia Dortmund   | Bundesliga     | 22         | 4          | 3     | 1     | 9              | 1              | 34     | 6      |
| Totaal  | Totaal              | Totaal         | 373        | 85         | 38    | 16    | 83             | 11             | 494    | 112    |

Bijgewerkt op 18 april 2024.

## Interlandcarrière
Sabitzer debuteerde op 5 juni 2012 onder bondscoach Marcel Koller in het Oostenrijks voetbalelftal, in een oefeninterland tegen Roemenië. Hij was tevens actief voor Oostenrijk –21, dat in juni 2013 deelnam aan het Europees kampioenschap voetbal onder 21 in Israël. Zijn eerste twee doelpunten in het Oostenrijks elftal maakte hij in oefeninterlands tegen IJsland en Tsjechië op respectievelijk 30 mei en 3 juni 2014. Met Oostenrijk won Sabitzer op 8 september 2015 een kwalificatieduel tegen Zweden (1–4). Hierdoor plaatste het land zich voor het EK 2016. Dit was het eerste Europese kampioenschap waarvoor Oostenrijk zich ooit kwalificeerde. Oostenrijk werd uitgeschakeld in de groepsfase van het EK na nederlagen tegen Hongarije (0–2) en IJsland (1–2) en een gelijkspel tegen Portugal (0–0). Sabitzer speelde mee in alle drie groepsduels. Hij plaatste zich met Oostenrijk ook voor het EK 2020. Hij was basisspeler in negen van de tien wedstrijden in de kwalificatiereeks en in alle vier de wedstrijden die Oostenrijk speelde op het EK. Sabitzer wist zich met Oostenrijk niet te plaatsen voor het WK 2022.
Sabitzer werd op 7 juni 2024 door bondscoach Ralf Rangnick opgenomen in de Oostenrijkse selectie voor het EK 2024 in Duitsland. Oostenrijk werd groepswinnaar in een groep met Frankrijk, Nederland en Polen en werd in de achtste finales uitgeschakeld met een 1–2 nederlaag tegen Turkije. Sabitzer miste op het toernooi geen minuut aan speeltijd.
| 1 | 30 mei 2014    | Oostenrijk – IJsland    | 1 – 0 | 1 – 1 | Vriendschappelijk |
| 2 | 3 juni 2014    | Tsjechië – Oostenrijk   | 0 – 1 | 1 – 2 | Vriendschappelijk |
| 3 | 9 oktober 2015 | Montenegro – Oostenrijk | 2 – 3 | 2 – 3 | EK-kwalificatie   |

## Erelijst
| Competitie                          | Aantal        | Jaren         |               |               |
| Admira Wacker                       | Admira Wacker | Admira Wacker | Admira Wacker | Admira Wacker |
| ----------------------------------- | ------------- | ------------- | ------------- | ------------- |
| Kampioen 1. Liga                    | 1×            | 2010/11       |               |               |
| Red Bull Salzburg                   |               |               |               |               |
| Kampioen Bundesliga                 | 1×            | 2014/15       |               |               |
| Beker van Oostenrijk                | 1×            | 2014/15       |               |               |
| Bayern München                      |               |               |               |               |
| Bundesliga                          | 1×            | 2021/22       |               |               |
| DFL-Supercup                        | 1×            | 2022          |               |               |
| Manchester United                   |               |               |               |               |
| League Cup                          | 1×            | 2022/23       |               |               |
| Individueel                         |               |               |               |               |
| Oostenrijks voetballer van het jaar | 1×            | 2017          |               |               |

1 Kobel ·
2 Couto ·
3 Anton ·
4 Schlotterbeck ·
5 Bensebaini ·
6 Özcan ·
7 Reyna ·
8 Nmecha ·
9 Guirassy ·
10 Brandt ·
13 Groß ·
14 Beier ·
16 Duranville ·
20 Sabitzer ·
21 Malen ·
23 Can  ·
25 Süle ·
26 Ryerson ·
27 Adeyemi ·
33 Meyer ·
35 Lotka ·
37 Campbell ·
43 Gittens ·
Coach: Şahin
1 Almer ·
2 Garics ·
3 Dragović ·
4 Hinteregger ·
5 Fuchs ·
6 Ilsanker ·
7 Arnautović ·
8 Alaba ·
9 Okotie ·
10 Junuzović ·
11 Harnik ·
12 Lindner ·
13 Suttner ·
14 Baumgartlinger ·
15 Prödl ·
16 Wimmer ·
17 Klein ·
18 Schöpf ·
19 Hinterseer ·
20 Sabitzer ·
21 Janko ·
22 Jantscher ·
23 Özcan ·
Coach: Koller
1 A. Schlager ·
2 Ulmer ·
3 Dragović ·
4 Hinteregger ·
5 Posch ·
6 Ilsanker ·
7 Arnautović ·
8 Alaba ·
9 Sabitzer ·
10 Grillitsch ·
11 Gregoritsch ·
12 Pervan ·
13 Bachmann ·
14 Baumgartlinger  ·
15 Lienhart ·
16 Trimmel ·
17 Schaub ·
18 Schöpf ·
19 Baumgartner ·
20 Onisiwo ·
21 Lainer ·
22 Lazaro ·
23 X. Schlager ·
24 Laimer ·
25 Kalajdžić ·
26 Friedl ·
Coach: Foda
1 Lindner ·
2 Wöber ·
3 Trauner ·
4 Danso ·
5 Posch ·
6 Seiwald ·
7 Arnautović  ·
8 Prass ·
9 Sabitzer ·
10 Grillitsch ·
11 Gregoritsch ·
12 Hedl ·
13 Pentz ·
14 Querfeld ·
15 Lienhart ·
16 Mwene ·
17 Kainz ·
18 Schmid ·
19 Baumgartner ·
20 Laimer ·
21 Daniliuc ·
22 Seidl ·
23 Wimmer ·
24 Weimann ·
25 Entrup ·
26 Grüll ·
Coach: Rangnick